# Blinkee

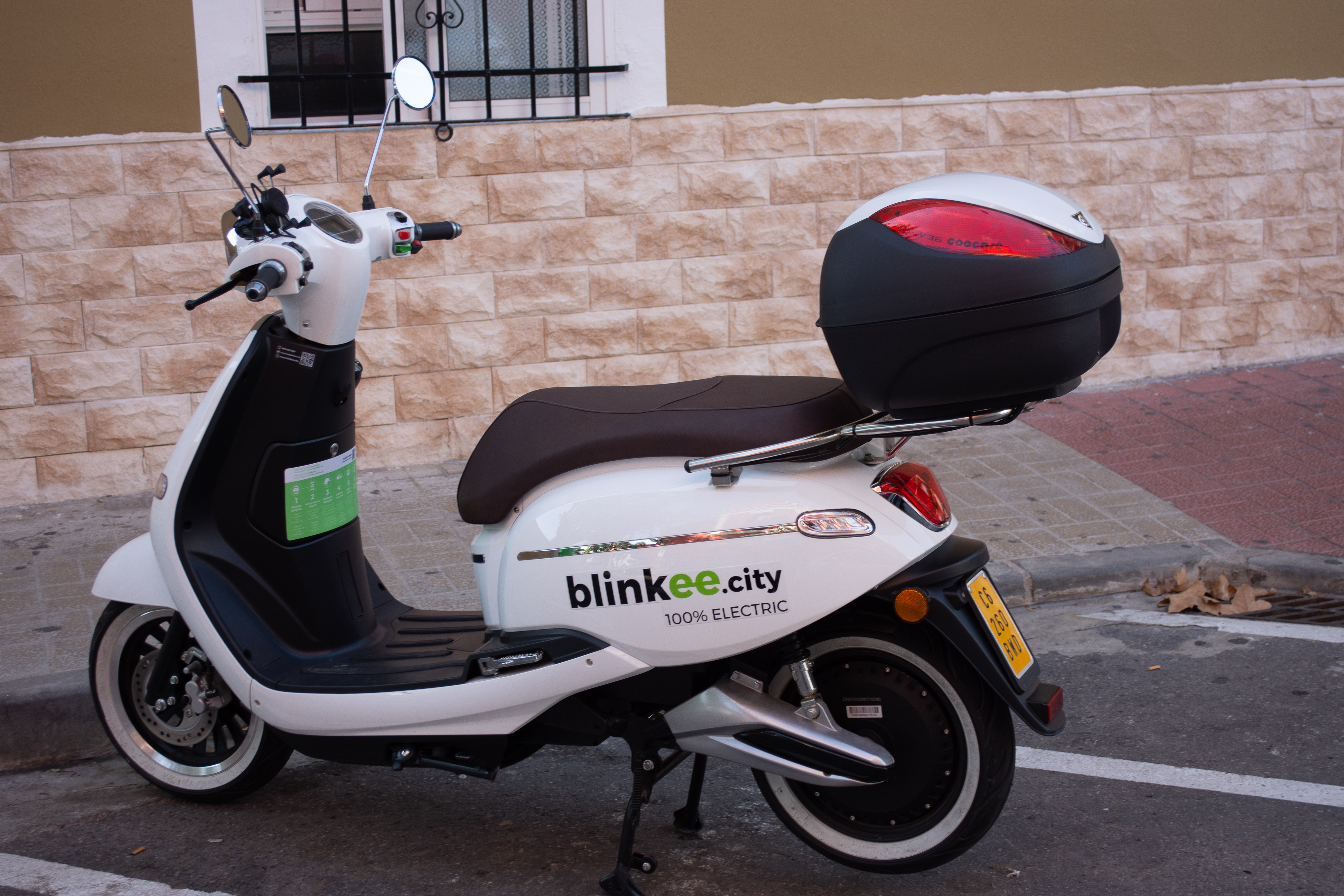
Skuter elektryczny Blinkee

Blinkee – pierwsza w Polsce i trzecia w Europie firma zajmująca się wynajmem skuterów elektrycznych na minuty a także operator systemów hulajnóg elektrycznych i systemów rowerów miejskich, w tym elektrycznych. Wypożyczenie odbywa się z użyciem aplikacji mobilnej na system IOS i Android.

## Historia
Firma założona w 2016 roku przez braci Pawła i Marcina Maliszewskich oraz Kamila Klepackiego. Usługa wystartowała 8 marca 2017 roku w Warszawie, początkowo udostępniając 6 skuterów. W 2017 rozpoczęto działalność w Trójmieście (początkowo z 15 pojazdami). Na koniec 2017 roku system obejmował 61 pojazdów. W sezonie 2018 usługę uruchomiono w 11 miastach Polski i 5 miastach innych krajów europejskich z flotą 700 skuterów. W sezonie 2019 usługa była dostępna w 17 polskich miastach. W tym samym roku w maju firma rozpoczęła współpracę z ING, dzięki czemu udostępniono w Katowicach 100 obrandowanych skuterów i 100 hulajnóg oraz 200 skuterów i 100 hulajnóg w Warszawie.  Podjęto również podobną współpracę z firmą Unimot (stacje Avia), dzięki której pojazdy znalazły się na ulicach Lublina. W  2020 roku działała w 28 miastach polski i siedmiu innych krajach europejskich. W tym samym roku oprócz standardowych płatności kartą dodana została obsługa płatności Blikiem oraz płatność poprzez operatora sieci Play.

## Skutery elektryczne
Wypożyczane pojazdy są dwuosobowe, mają masę 55 kg, udźwig 150 kg i poruszają się z maksymalną prędkością 45 km/h. Zasięg skuterów wynosi około 80 kilometrów, w zależności od warunków pogodowych oraz stylu jazdy. W ich kufrach znajdują się dwa kaski i czepki jednorazowe na głowę. Pełne ładowanie pojazdu zajmuje niespełna 4 godziny. Z pojazdów mogą korzystać osoby posiadające prawo jazdy kategorii A, AM, B lub A1 i A2 oraz osoby bez prawa jazdy urodzone przed dniem 19 stycznia 1995 roku.
Skutery mają wykupione polisy OC. Wartość jednego skutera to 12 tysięcy złotych brutto.

## Hulajnogi elektryczne

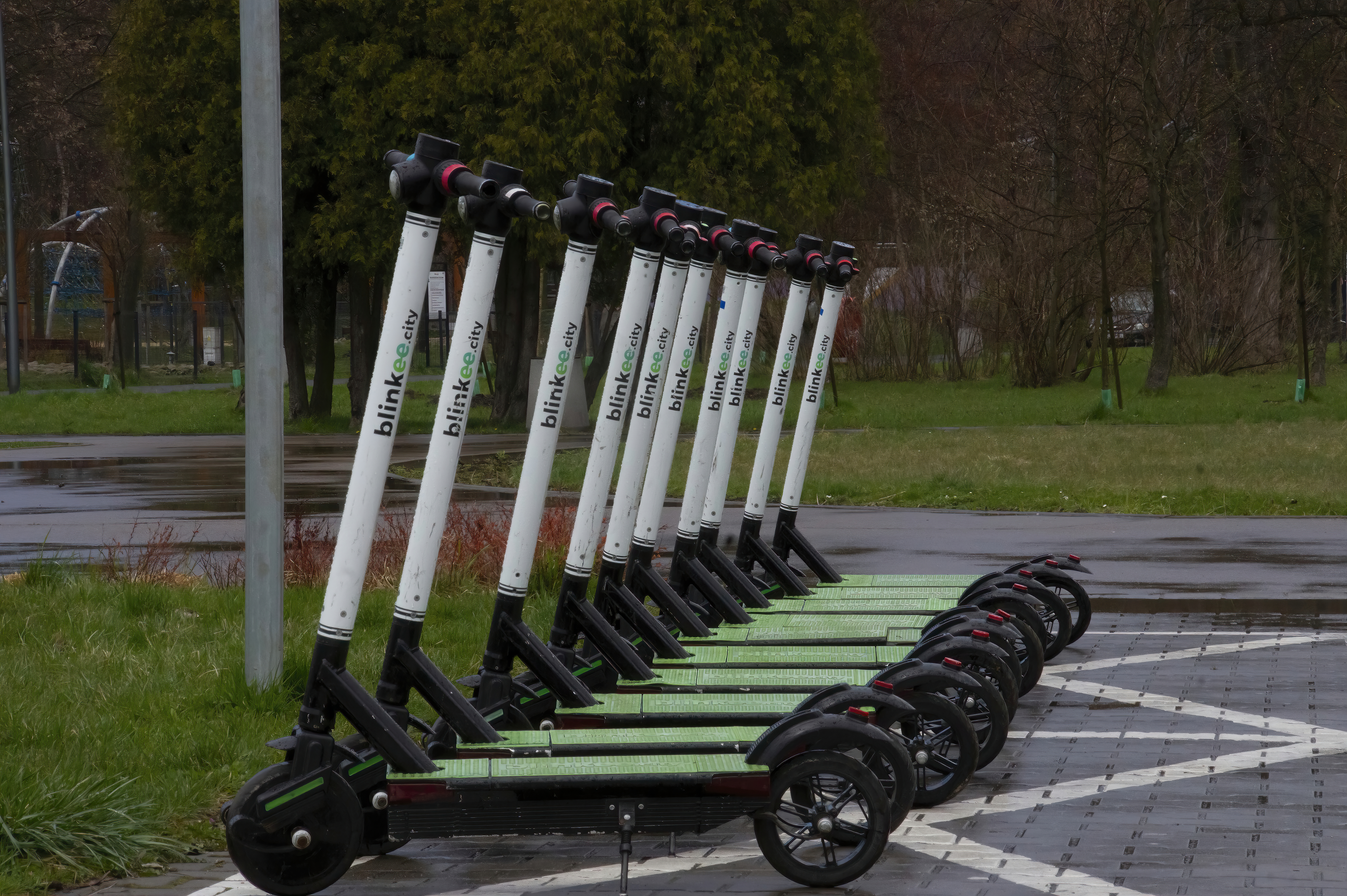
Hulajnogi elektryczne Blinkee na parkingu.

W kwietniu 2019 pod marką Blinkee udostępnione zostały także hulajnogi elektryczne. Początkowo w Katowicach i Warszawie, a potem w kolejnych 5 miastach Polski. Korzystanie z hulajnóg możliwe jest z użyciem tej samej aplikacji, która służy do wypożyczania skuterów elektrycznych. Hulajnogi blinkee.city są jednoosobowe, mają ograniczenie prędkości do 25 km/h, wyposażone są w światła LED z przodu i z tyłu, a także dwa niezależne od siebie hamulce: elektryczny oraz manualny. Korzystać z usługi wypożyczenia będą mogły osoby pełnoletnie, które pobiorą aplikację blinkee.city i zaakceptują regulamin.  W 2020 pod marką Blinkee znalazło się 2741 hulajnóg w 32 miastach.

## Rowery

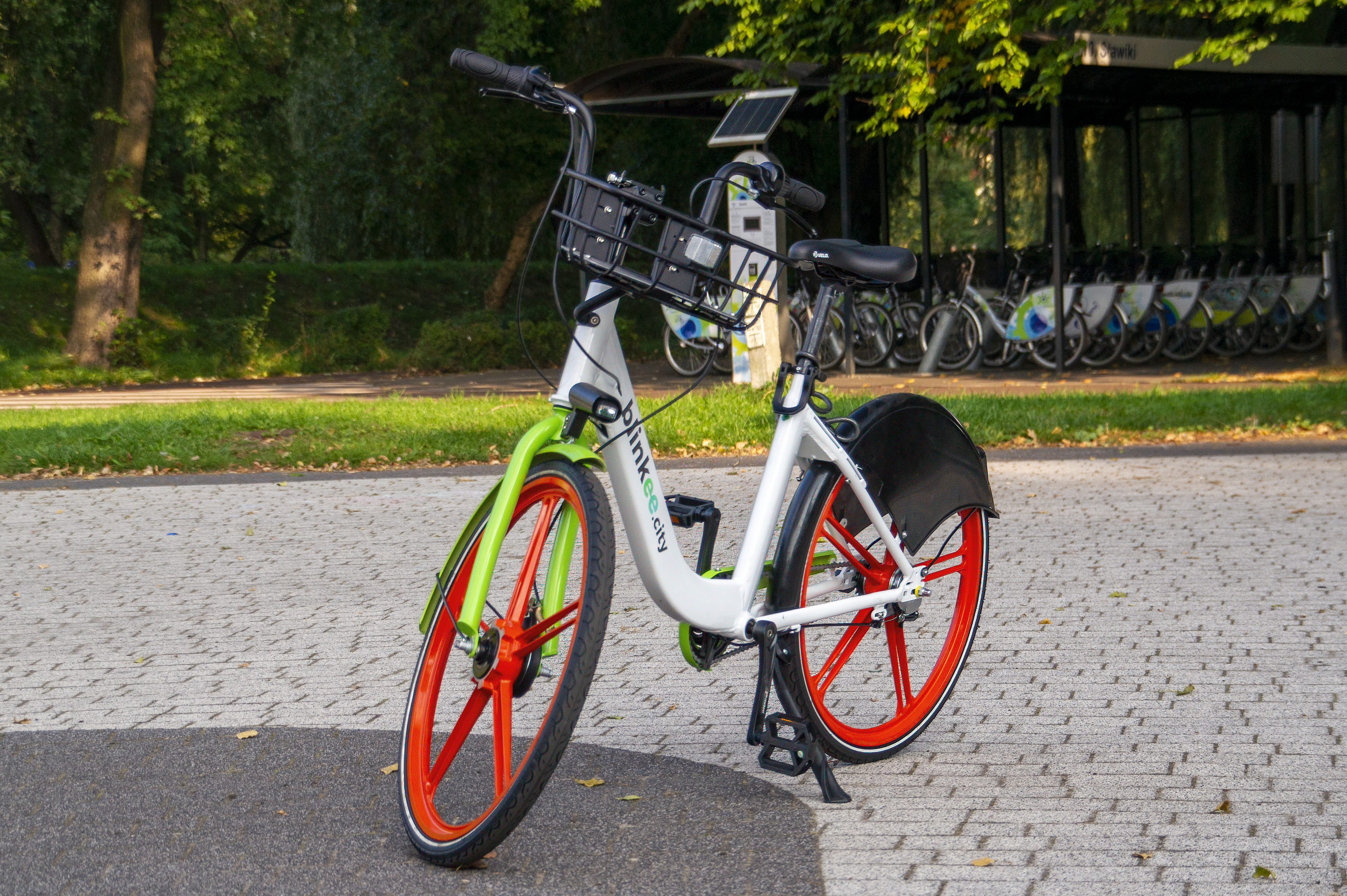
Rower systemu miejskiego Blinkee

W 2018 roku pierwsze rowery systemu Blinkee pojawiły się na ulicach Milanówka i Rzeszowa. Podobnie jak w przypadku hulajnóg do obsługi wykorzystywana jest ta sama aplikacja co do skuterów oraz to samo konto. W 2018 roku były to rowery publiczne IV generacji, co oznacza, że rowery można pozostawić w dowolnym miejscu, a lokalizowanie najbliższego roweru odbywa się z użyciem aplikacji. Oprócz rowerów tradycyjnych w systemie dostępne są również rowery elektryczne, gdzie napęd elektryczny służy za wspomaganie. Zasilane są one z baterii wielkości smartfonów, a na jednym ładowaniu można przejechać od 8 do 10 km.

## Zasięg usługi
Usługa w 2020 roku obejmowała zasięgiem 30 miast w Polsce i miasta w sześciu innych krajach europejskich. 
- Polska: Warszawa, Poznań, Kraków, Trójmiasto, Wrocław, Łódź, Koszalin/Kołobrzeg, Mielno, Lublin, Białystok, Rzeszów, powiat ostrowski, Kielce, Radom, Bydgoszcz, Elbląg, Serock, Katowice, Skawina, Wieliczka, Myślenice, Tarnów, Gliwice, Gorzów Wielkopolski, Szczecin, Jelenia Góra, Rybnik, Bielsko-Biała, Przemyśl, Ostrów Mazowiecka, Toruń, Włocławek, Płock, Grudziądz, Sosnowiec
- Hiszpania (1): Walencja, Castelló de la Plana
- Chorwacja (2): Split, Omiš
- Węgry (2): Budapeszt, Pecz
- Szwecja (1): Sztokholm
- Malta
- Rumunia (1): Bukareszt[20]

## Kontrowersje
W wyniku zbiorki crowdfundingowej w końcu 2018 roku zostały zebrane środki na rozwój sieci. W kwietniu 2019 roku oddział Blinkee Nordic AB wystartował w Sztokholmie. Nie obyło się bez nieścisłości - zebrane środki (w założeniu zbiórki 217 tys. euro, a udało się pozyskać tylko 127 tys, euro) miały stanowić 2-5% udziałów nowopowstałej spółki. Okazało się, że to były jedyne środki finansowe w kasie. Inwestorzy sądzili, że w kasie spółki jest 95% kapitału. Po 5 miesiącach stabilnego funkcjonowania z końcem września 2019 roku Zarząd w osobach Pawła Maliszewskiego i Marcina Maliszewskiego zabrał skutery do Polski. Fakt ten był ukrywany przed inwestorami długimi miesiącami, wymówkę stanowiła epidemia oraz poszukiwania inwestora strategicznego, który miałby wykupić całą sieć. Prawda wyszła na jaw nieco przypadkiem. W wyniku niezłożenia wymaganych prawem raportów rocznych za 2020 i 2021 rok szwedzki urząd rejestracyjny rozpoczął likwidację spółki Blinkee Nordic AB, która zakończyła się w grudniu 2023 roku. Z raportu końcowego wynikają rażące zaniedbania Zarządu, brak majątku oraz nierozliczone roszczenia przywłaszczenia szwedzkich skuterów. Inwestorzy zostali z niczym.